# Hayley McElhinney
Hayley McElhinney (Perth; 12 de septiembre de 1974) es una actriz australiana conocida por haber participado en la serie Sea Princesses.

## Biografía
Su hermana mayor es la actriz australiana Mandy McElhinney.

## Carrera
En 2009 participó en la versión inglesa Sea Princesses.
En 2014 se unió al elenco del thriller psicológico The Babadook donde interpretó a Claire, la hermana de Amelia Vanek (Essie Davis).
En 2016 se anunció que se había unido al elenco de la nueva serie dramática Doctor Doctor.

## Filmografía

### Series de televisión
| Año             | Título                             | Personaje              | Notas                                   |
| --------------- | ---------------------------------- | ---------------------- | --------------------------------------- |
| 2016 - presente | Doctor Doctor                      | Penny                  | 21 episodios                            |
| 2015            | Peter Allen: Not the Boy Next Door | Jenny Wallace          | 2 episodios - miniserie                 |
| 2013            | Rizzoli & Isles                    | Jennifer Humphrey      | episodio "We Are Family"                |
| 2009            | My Place                           | Madre de Victoria      | episodio "1888 Victoria"                |
| 2009            | Sea Princesses                     | -                      | 52 episodios                            |
| 2005            | Blue Heelers                       | Megan Maguire          | episodio "Crossing the Line"            |
| 2002            | Young Lions                        | Mel Gilham             | 2 episodios                             |
| 2002            | Always Greener                     | Fleur                  | episodio "Share Space"                  |
| 2001            | TwentyfourSeven                    | Ellie Moore            | episodio "It's My Life"                 |
| 2001            | Love Is a Four-Letter Word         | Garnish                | 3 episodios                             |
| 2000            | Water Rats                         | Sherrilyn Kelly        | episodio "Pinchgut"                     |
| 1998            | Good Guys Bad Guys                 | Loyola Maginnis-McLeod | episodio "Blood Is Thicker Than Walter" |
| 1996            | Sweat                              | Jade                   | episodio # 1.11                         |

### Películas
| Año  | Título       | Personaje | Notas                                                                                                 |
| ---- | ------------ | --------- | --- |
| 2014 | The Babadook | Claire    | junto a Essie Davis, Noah Wiseman, Daniel Henshall, Barbara West y Benjamin Winspear                  |
| 2000 | City Loop    | Katie     | junto a Sullivan Stapleton, Ryan Johnson, Brendan Cowell, Sam Atwell, Jessica Napier y John Batchelor |

### Teatro[3]
| Año         | Obra                            | Personaje | Director (a)    | Teatro               | Notas                                                             |
| ----------- | ------------------------------- | --------- | --------------- | -------------------- | ----------------------------------------------------------------- |
| 2016        | The Caucasian Chalk Circle      | -         | Wang Xiaoying   | Heath Ledger Theatre | junto a Caitlin Beresford-Ord, Kylie Farmer y Luke Hewitt         |
| 2010        | Uncle Vanya                     | Sonya     | Tamás Ascher    | Sydney Theatre       | junto a Richard Roxburgh, Hugo Weaving y Cate Blanchett           |
| 2008        | Gallipoli                       | -         | Nigel Jamieson  | NIDA Theatre         | junto a Marta Dusseldorp, Ewen Leslie y Sarah Snook               |
| 2006        | Mother Courage and Her Children | -         | Robyn Nevin     | -                    | junto a Marta Dusseldorp, Deborah Mailman y Pamela Rabe           |
| 2005        | Bed                             | Daisy     | Brendan Cowell  | Sydney Theatre       | junto a Dan Wyllie, Thomas Campbell, Caroline Craig y Sam Leis    |
| 2005        | Broken Valley                   | -         | Anthony Weigh   | Belvoir St. Theatre  | junto a Tony Barry, Drew Forsythe, Damon Herriman y Susie Porter  |
| 2004        | Noir                            | -         | Tamara Cook     | Darlinghurst Theatre | junto a Kristian Schmid, Christopher Pitman y Justin Smith        |
| 2001        | The Lights                      | -         | Rachel McDonald | Belvoir St. Theatre  | junto a Martelle Hammer, Simon Maiden y Rohan Nichol              |
| 2000 - 2001 | Life After George               | -         | Kate Cherry     | Merlyn Theatre       | junto a Sue Jones, Mandy McElhinney, Asher Keddie y Richard Piper |